# Italie aux Jeux olympiques de 1904
L'Italie participe aux Jeux olympiques de 1904 avec un seul athlète, le cycliste Frank Bizzoni, un Italien installé aux États-Unis en novembre 1903 et qui ne deviendra citoyen américain qu'en 1917, à l'occasion de la Première Guerre mondiale. Cependant le CIO le considère comme ayant concouru pour les États-Unis dans ses rapports officiels, écrits à une époque où l'on ne vérifiait pas l'identité et la nationalité des participants.

## Sources
- (it) Cet article est partiellement ou en totalité issu de l’article de Wikipédia en italien intitulé « Italia ai Giochi della III Olimpiade » (voir la liste des auteurs).